# Jacinto Argaya Goicoechea
Jacinto Argaya Goicoechea (Vera de Bidasoa, 28 de noviembre de 1903-Valencia, 12 de marzo de 1993) fue un obispo católico español que se desempeñó como obispo de Mondoñedo-Ferrol (1957-1968) y de San Sebastián (1968-1979).

## Biografía
Jacinto nació el 28 de noviembre de 1903, en la localidad navarra de Vera de Bidasoa. Tras cursar los estudios eclesiásticos en el Seminario Diocesano de Pamplona, recibió la ordenación sacerdotal el 2 de junio de 1928. Se doctoró en Teología en la Universidad Pontificia de Zaragoza.
Desarrolló su actividad pastoral como coadjutor de Villafranca (Navarra) y párroco de Carcastillo. Posteriormente fue nombrado párroco de la recién creada parroquia de San Francisco Javier de Pamplona (1940); y seguidamente rector del Seminario de Pamplona (1943).

## Episcopado
Consagrado por el papa Pío XII, como Obispo Auxiliar de Valencia el 15 de agosto de 1952.
Entró como Obispo de Mondoñedo el 27 de octubre de 1957. Junto con el Cardenal Pericle Felici fueron los dos únicos Padres Conciliares que asistieron todos los días a las sesiones conciliares. Participó en todas las sesiones del Concilio Vaticano II, concretamente trabajó en la distinción entre Tradición y Magisterio, sobre la paternidad responsable, y sobre el trabajo manual del sacerdote.
El 19 de marzo de 1959 la Diócesis de Mondoñedo  fue rebautizada como la Diócesis de Mondoñedo-Ferrol, siguiendo él como su obispo.
Tomó posesión como Obispo de San Sebastián el 10 de diciembre de 1968. 
Tal como señala Armando Marchante Gil; Argaya se presentaba en privado como admirador del dictador Francisco Franco pero cuando se producía alguno de los frecuentes encierros u ocupaciones de templos solicitaba del gobernador civil el desalojo, pero advirtiendo que, al día siguiente, por razones pastorales, desautorizaría en público tal desalojo.
En respuesta a su actitud durante el Proceso de Burgos, la Conferencia Episcopal Española en su XIII Asamblea plenaria decía:

«...es consciente de las dolorosas circunstancias que atraviesan las diócesis y los Obispos de Bilbao y San Sebastián por lo que quiere hacer patente a esos queridos hermanos la comprensión de sus dificultades y la confianza en sus personas...»

Renunció al cargo, el 17 de febrero de 1979. Falleció en Valencia, el 12 de marzo de 1993.

## Sucesión
| Predecesor: Lorenzo Bereciartua Balerdi | 3° Obispo de San Sebastián 1968-1979 | Sucesor: José María Setién Alberro    |
| Predecesor: Mariano Vega Mestre         | Obispo de Mondoñedo-Ferrol 1957-1968 | Sucesor: Miguel Ángel Araújo Iglesias |